# Refuge d'oiseaux migrateurs de Trois-Saumons
Refuge d'oiseaux migrateurs de Trois-Saumons (engelska: Trois-Saumons Migratory Bird Sanctuary) är ett viltreservat i Kanada. Det ligger i regionen Chaudière-Appalaches och provinsen Québec, i Saint Lawrencefloden nordost om staden Québec.